# Taxeotis notosticta
Taxeotis notosticta là một loài bướm đêm trong họ Geometridae.